# Вефснфіорд
Вефснфіорд або Вефснфйорден (нор. Vefsnfjord, Vefsnfjorden) — фіорд у традиційному районі[джерело?] Гельгеланн фюльке Нурланн, Норвегія. Він має довжину близько 51 кілометра (32 милі) і досягає максимальної глибини близько 440 метрів (1440 футів) нижче рівня моря. Фіорд протікає через муніципалітети Алстагеуг, Лейрфіорд і Вефсн. 
Фіорд починається в Тьєтті, на південь від острова Альстен і зустрічається з Лейрфйордом на острові Сундей, перш ніж повернути на південь у міру просування вглиб міста Мосьєн. Зовнішня частина фіорда також називається Серфіорд.
У Вефснфіорд впадають кілька великих річок, у тому числі Вефсна, Фуста і Древа. Всі три річки традиційно є прекрасними річками лососевого промислу, хоча зараз заражені лососевим паразитом Gyrodactylus salaris. Німецький полонений корабель був потоплений тут британською авіацією під час Другої світової війни з великими людськими жертвами. На прилеглому острові розташований меморіал. Лінія електропередачі перетинає Вефснфіорд поблизу Овертроана з протяжністю 3,236 км (2,011 милі).

## Фотогалерея

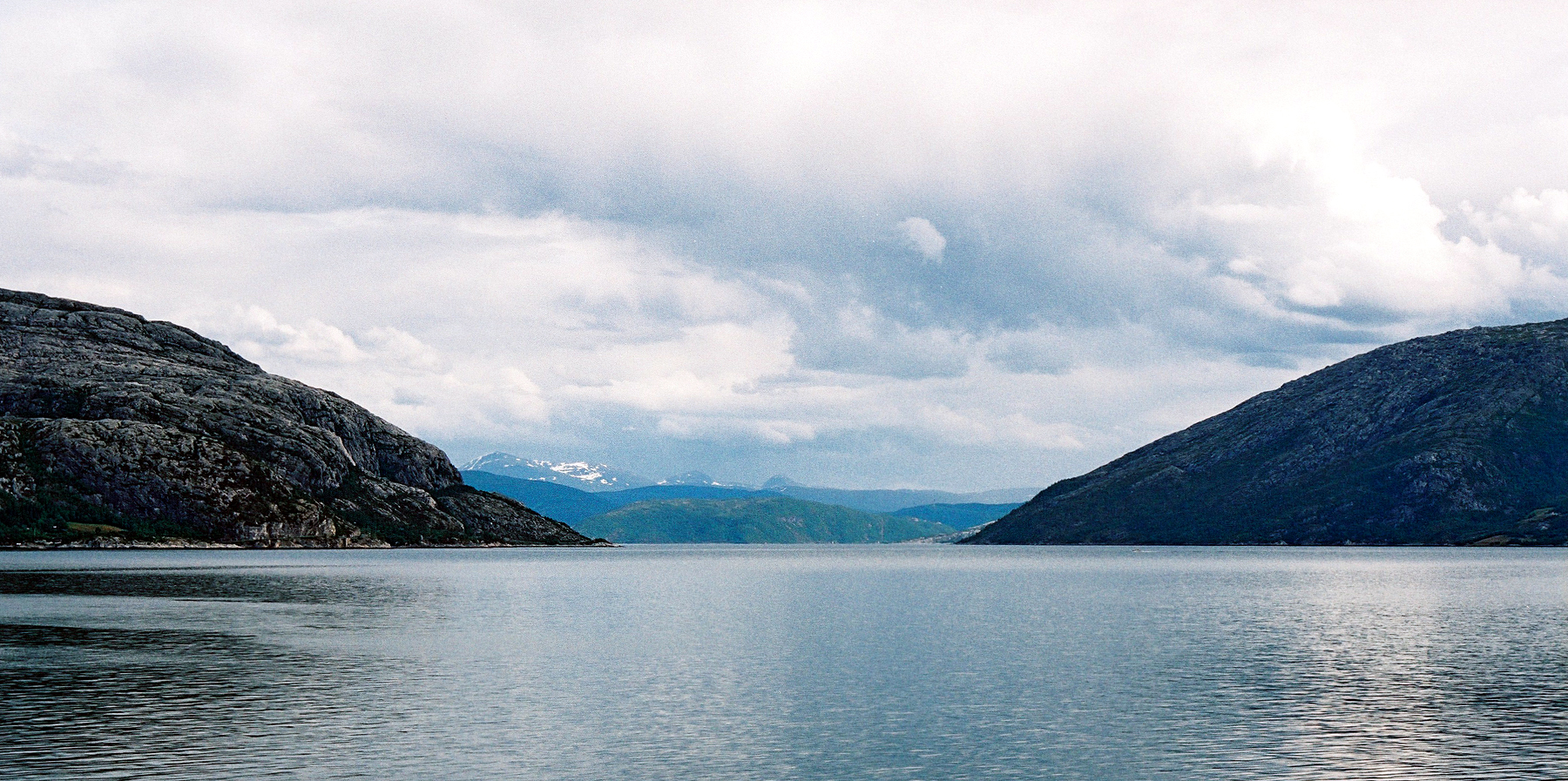
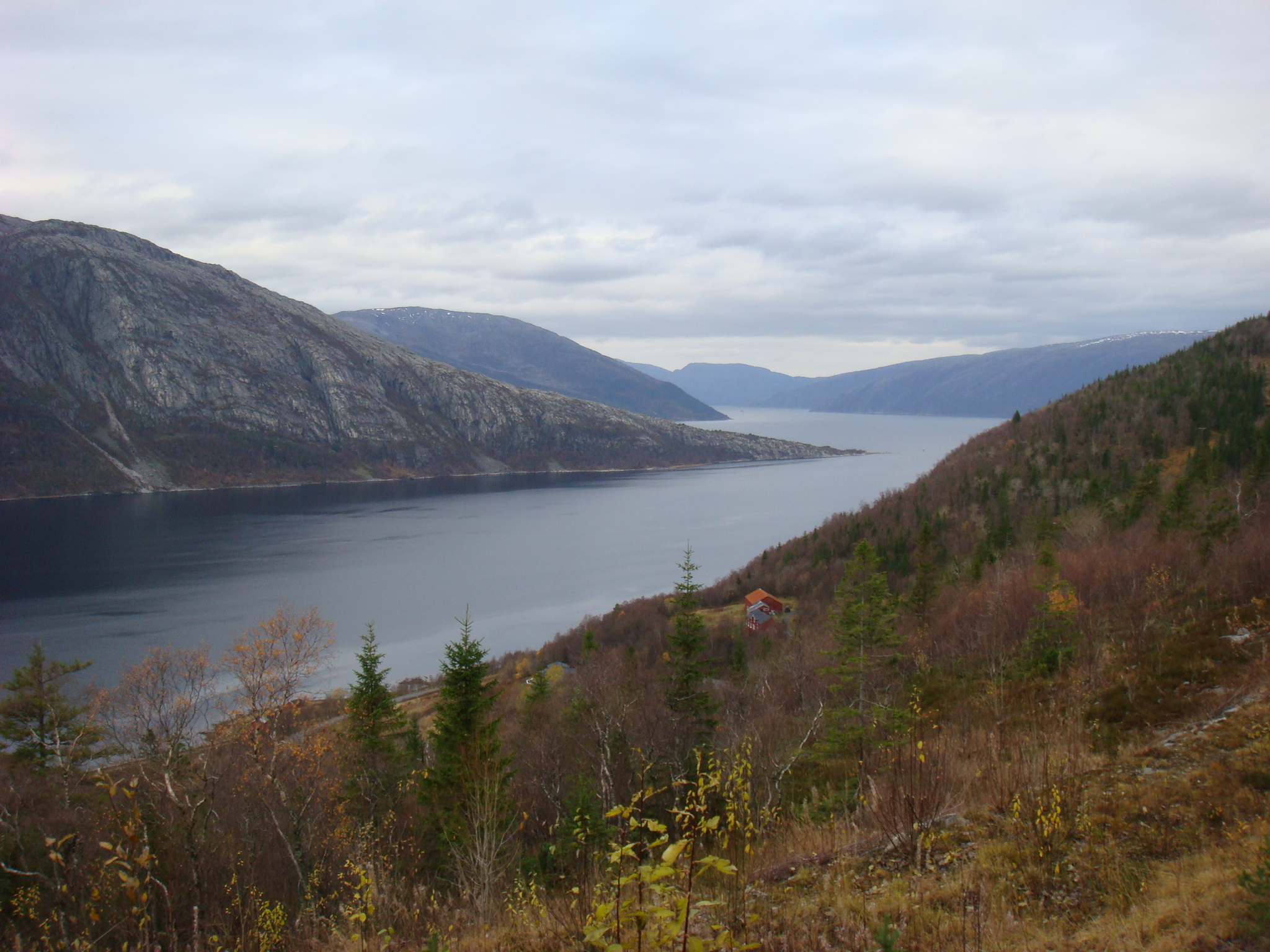
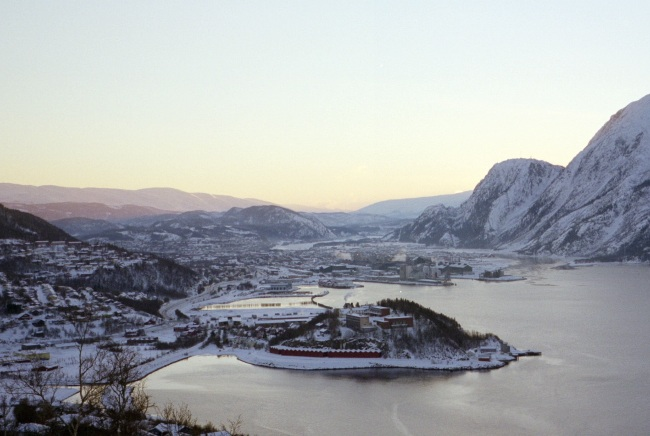
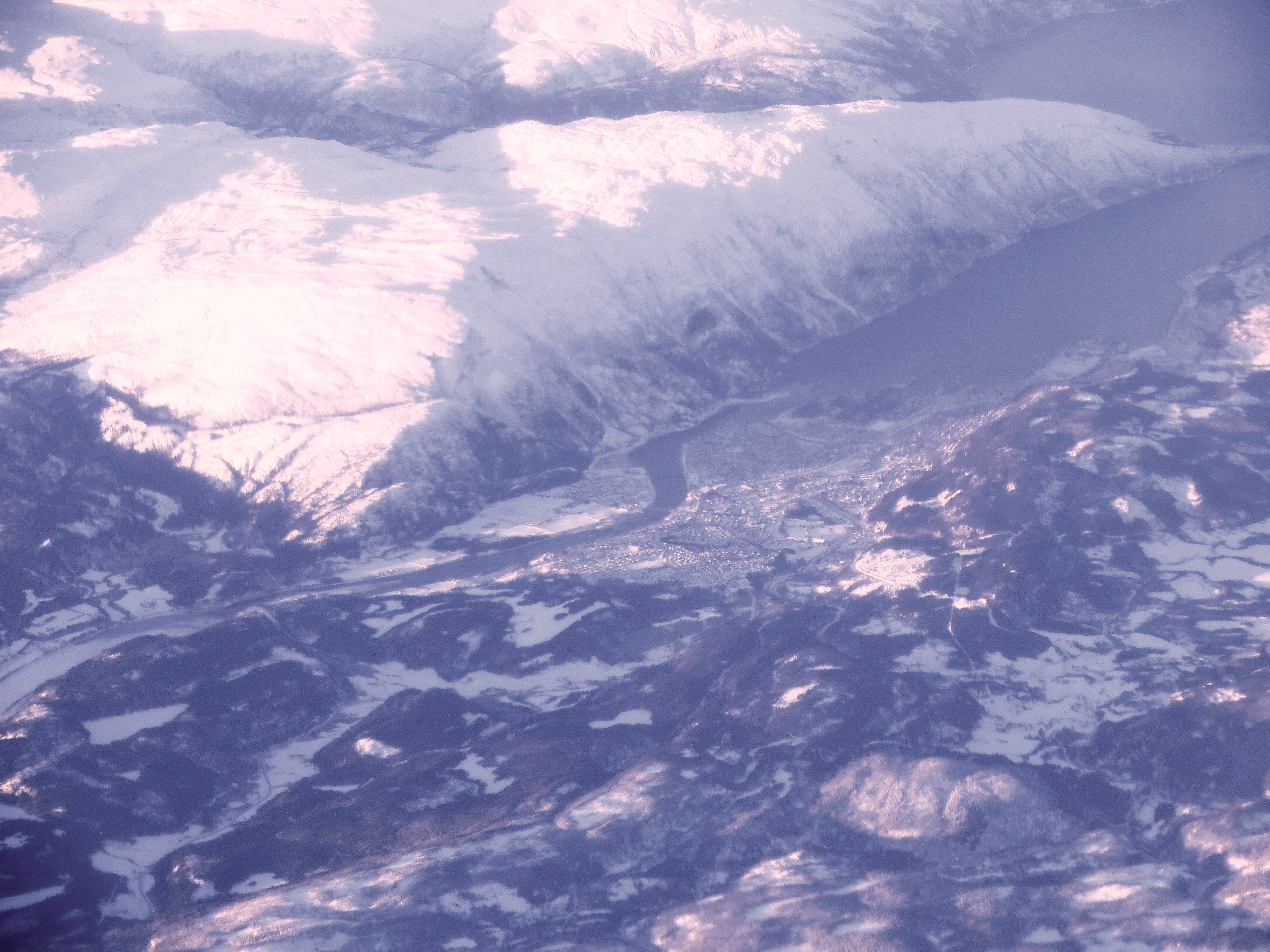
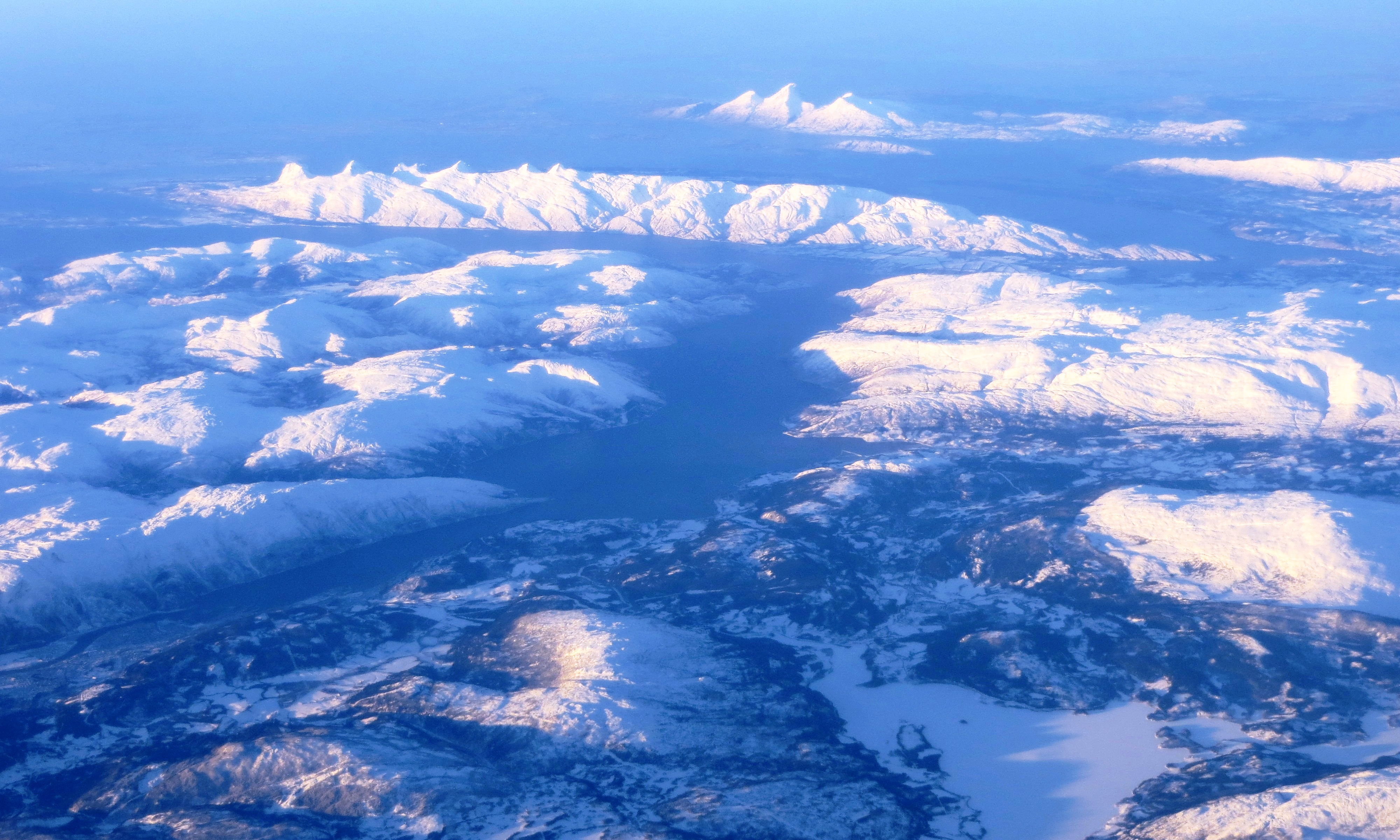

| Норвегія | Це незавершена стаття з географії Норвегії. Ви можете допомогти проєкту, виправивши або дописавши її. |